# 678471 Piermichelbergé
678471 Piermichelbergé è un asteroide della fascia principale esterna. Scoperto nel 2017, presenta un'orbita caratterizzata da un semiasse maggiore pari a 3,006512 UA e da un'eccentricità di 0,261481, inclinata di 17,747354° rispetto all'eclittica.